# (6056) Donatello
(6056) Donatello (2318 T-3) – planetoida z grupy pasa głównego asteroid okrążająca Słońce w ciągu 4,47 lat w średniej odległości 2,71 j.a. Odkryta 16 października 1977 roku.